# William Christmas
William Francis Christmas (* 8. Dezember 1996 in Oceanside) ist ein US-amerikanischer Basketballspieler.

## Werdegang
Christmas besuchte im US-Bundesstaat Kalifornien die Oceanside High School und war im Basketball Leistungsträger der Schulmannschaft. Er nahm an der California State Polytechnic University, Pomona ein Studium der Bewegungswissenschaft auf und bestritt in der zweiten NCAA-Division zwischen 2016 und 2020 insgesamt 108 Spiele für die Hochschulmannschaft. Mit 1463 Punkten platzierte er sich in der ewigen Bestenliste der Hochschulmannschaft auf dem vierten Rang, unmittelbar hinter Larry Gordon.
Wie Gordon wurde Christmas als Berufsbasketballspieler unter anderem in Deutschland tätig. Christmas stand zu Beginn der Saison 2021/22 beim deutschen Drittligisten Dragons Rhöndorf unter Vertrag. Im November 2021 nutzte die Mannschaft eine Ausstiegsklausel, um die Verbindung aufzuheben, nachdem Christmas in Folge der Rückkehr des zuvor verletzten Ousmane N’Diaye aufgrund der Ausländerbeschränkung der Liga nicht mehr eingesetzt worden war. Christmas ging daraufhin nach Luxemburg zu den Musel Pikes, für die er ab Jahresbeginn 2022 spielberechtigt war. Der US-Amerikaner wurde sofort Leistungsträger der Mannschaft und kam für die Stadtbredimuser auf einen Punktedurchschnitt von rund 29 je Begegnung.
Im Sommer 2022 gab der deutsche Zweitligist Artland Dragons Christmas’ Verpflichtung bekannt. Die Leistungen, die der vielseitige US-Amerikaner bei den Quakenbrückern zeigte, brachten ihm im Sommer 2023 einen Vertrag beim Bundesligisten Hamburg Towers ein. Mit den Hamburgern trat Christmas auch im europäischen Wettbewerb Eurocup an. In der Bundesliga brachte es Christmas während der Saison 2023/24 für Hamburg auf einen Mittelwert von 12,9 Punkten je Begegnung.
Während der Sommerpause 2024 wechselte er innerhalb Deutschlands zu den Niners Chemnitz. Für die Sachsen bestritt er in der Saison 2024/25 in 18 Bundesliga-Spielen im Durchschnitt 8,7 Punkte, im Februar 2025 nahm er ein Angebot des französischen Erstligisten Limoges CSP an.
Im Sommer 2025 kehrte der US-Amerikaner in die Bundesliga zurück und schloss sich den Skyliners Frankfurt an.